# Долина Могилы
Долина Могилы (фр. Vallée du Tombeau; англ. Valley of the Tomb), также «Долина Наполеона» (англ. Napoleon’s Valley) — долина на британском острове Святой Елены, являющемся частью заморского владения Великобритании (Острова Святой Елены, Вознесения и Тристан-да-Кунья). Скалистый вулканический остров расположен в Атлантическом океане в 1800 км к западу от Африки и широко известен благодаря Наполеону Бонапарту, который провёл там в изгнании свои последние годы (1815—1821). Он умер 5 мая 1821 года и, понимая, что британские власти по политическим соображениям не дадут разрешения на захоронение во Франции, выразил желание быть похороненным в живописной долине: там он любил прогуливаться и там начинался родник, из которого ему доставляли воду. Здесь его останки находились до 1840 года, когда были торжественно перенесены в парижский Дом инвалидов. Наряду с Лонгвуд-Хаусом и летним домом Брайрс долина входит в состав Французских владений на острове Святой Елены и является объектом туризма.

## История
22 июня 1815 года император Наполеон второй раз отрёкся от престола. 25 июня он был вынужден уехать из Франции и 15 июля добровольно сел на английский линейный корабль HMS Bellerophon, рассчитывая получить политическое убежище у своих давних врагов — англичан. По решению британского кабинета министров он стал пленником и был отправлен на остров Святой Елены в Атлантическом океане, который выбрали из-за удалённости от Европы, опасаясь его повторного побега из ссылки. До смерти Наполеона это место было известно под названием долина Герани (фр. Vallée du Géranium; англ. Valley of the Geraniums), также Sane Valley (Долина Саны, Сены). Историк Жильбер Мартино (Gilbert Martineau), сорок лет проживший на острове в качестве хранителя французских владений, описывал долину следующим образом:
Застывшие потоки лавы, чёрные камни, кусты на скалах, цепляющиеся своими длинными корнями за выжженную солнцем землю, высокие деревья с узорами лишайника на ветвях — вот что являет собой эта узкая долина, где находят себе пристанище лишь фазаны и козы. В верхней части плато близ Хате Гейт [Hutts Gate] находится место, именуемое The Devil Punch Bowl — «Чаша для пунша дьявола»; это удивительное сравнение как нельзя лучше подходит к мрачной котловине, исхлестанной бегущими над деревьями растрёпанными облаками и тёплыми дождями, которые стекают по листьям, покрывают зелёным налётом камни и делают дорогу труднопроходимой.
26 апреля 1821 года Наполеон в беседе с графом Бертраном выразил желание быть похороненным в долине, хотя на самом деле он мечтал обрести покой во Франции. Он заявил своему верному приближённому, что если последнее не удастся, то «похороните меня в тени ив, где я отдыхал в те времена, когда навещал Вас в „Воротах Хатта“», около источника, из которого мне каждый день привозят воду. Наполеон умер 5 мая 1821 года, а 9 мая был похоронен в выбранном им месте. На траурной церемонии присутствовало практически всё население острова, официальные лица и британский военный гарнизон в количестве около 3000 солдат. Между французами и губернатором Хадсоном Лоу произошёл очередной конфликт. Окружение Наполеона настаивало на том, чтобы на могильной плите находилась надпись «Наполеон», но мелочный Лоу, отражая политику британского кабинета министров о непризнании императорских регалий в отношении «генерала», давал согласие лишь на «Наполеон Бонапарт». В итоге стороны не договорились и могильная плита осталась без надписи о личности умершего. Долина Могилы, находившаяся в частной собственности семьи Причардов, стала достопримечательностью и за посещение этого места хозяева взимали по три шиллинга. Однако со временем доходы упали и владельцы предпринимали усилия по продаже участка.

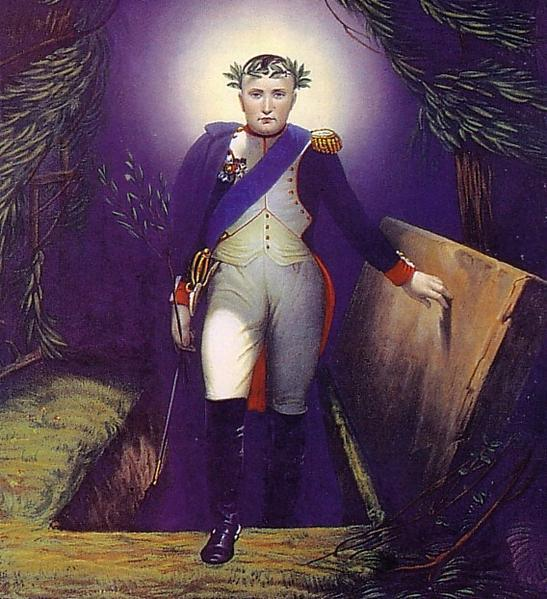
Гравюра с картины «Наполеон, восстающий из гроба» Ораса Верне, 1840

Останки Наполеона находились в могиле до 1840 года, когда по решению французского короля Луи-Филиппа и по согласованию с британскими властями на остров прибыла делегация для выполнения последней воли Наполеона — быть похороненным во Франции. Его останки были перевезены и 15 декабря 1840 года захоронены в Доме инвалидов, где с того времени и обретаются. До 1840 года могилу на острове охранял английский караул под командованием офицера, что было вызвано опасениями, что останки выкрадут.
6 июня 1857 года Наполеон III подписал текст закона, в котором содержалось указание о выделении Министерству иностранных дел в текущем году 180 000 франков с целью «приобретения могилы императора Наполеона I и дома, который он занимал на острове Святой Елены». В 1858 году в результате франко-британского соглашения Лонгвуд-Хаус, где жил и умер Наполеон, и долина Могилы вошли в состав Французских владений на острове Святой Елены. С тех пор эти объекты находятся в ведении Министерства иностранных дел Франции. В честь двенадцати значительных побед французского полководца были посажены двенадцать кипарисов (некоторые из них погибли). В 1858 году были посажены араукарии. В 1921 году в ознаменование столетней годовщины смерти императора от лица маршала Фердинанда Фоша была посажена олива. Такие деревья высадили в 1925 году в дар от принца Уэльского (будущий король Эдуард VIII), а ещё одно дерево было посажено в 1957 году от лица принца Филиппа, герцога Эдинбургского. Три дерева (1935, 1958, 1963) были посажены по случаю прибытия на остров корабля «Жанна д’Арк».